# Site archéologique de Mauves-sur-Loire
Le site archéologique de Mauves-sur-Loire est un ensemble de vestiges protohistoriques et surtout antiques situés sur la commune de Mauves-sur-Loire dans le département français de la Loire-Atlantique.
Sur un plateau surplombant la rive droite de la Loire, une agglomération antique se développe sous le Haut-Empire romain avant d'être délaissée à la charnière des IIIe et IVe siècles. Aucun vestige n'est visible en élévation mais, sur une superficie d'environ 35 ha, plusieurs monuments publics sont attestés : un sanctuaire, un théâtre et des thermes. En outre, une vaste domus, un petit temple, des éléments de voirie et des indices d'activité artisanale (forges) sont identifiés.

## Localisation

Les cités antiques de Bretagne.

Le site de Mauves-sur-Loire se trouve en limite sud de la civitas des Namnètes constituée par la Loire, à une quinzaine de kilomètres à l'est de Condevincum (Nantes), au contact de la civitas des Pictons. Il occupe un plateau allongé du nord au sud, encadré par les vallées encaissées de deux ruisseaux qui descendent vers la Loire. Ce plateau, dont l'altitude baisse légèrement du nord (82 m) vers le sud (60 m), se termine par un coteau abrupt surplombant la rive droite du fleuve de plus de 55 mètres. Le site est desservi par plusieurs voies. La Loire, navigable, constitue une voie privilégiée même si aucun embarcadère n'est identifié au niveau de Mauves ; deux voies routières, est-ouest d'Angers à Nantes et nord-sud de la Vendée à Petit-Mars et Blain se croisent à proximité du site.
Dans la géographie moderne, le site occupe la partie sud-est de la commune de Mauves-sur-Loire, en limite des départements de la Loire-Atlantique et de Maine-et-Loire. À l'exception de sa partie septentrionale, où des opérations d'archéologie préventive ont lieu en 2021 en préalable à l'implantation de lotissements, le site n'est, au début des années 2020, que très peu urbanisé.

## Histoire
Après quelques traces au Néolithique, l'occupation pérenne du site commence dès l'âge du fer ; elle est attestée dans sa partie méridionale, là où une domus romaine est plus tard édifiée, mais surtout dans sa partie septentrionale, au nord et à l'ouest du théâtre antique. Il s'agit dans ce cas d'une voie empierrée et de nombreux vestiges d'un cinquantaine de structures sur poteaux, sans doutes des greniers à grains.
L'agglomération antique, bien qu'encore mal définie dans son contour et son organisation, semble directement prendre la suite de l'occupation protohistorique. Elle semble abandonnée à la fin du IIIe ou dans la première moitié du IVe siècle, au plus tard sous le règne de Magnence.
Les premières fouilles sont réalisées en 1885 et 1886 par Léon Maître ; elles concernent principalement les thermes, le théâtre et le sanctuaire de Vieille-Cour. D'autres fouilles ou sondages ont lieu entre les années 1970 et les années 1980, toujours partielles et parfois mal documentées. Des fouilles préventives, dans le cadre d'un projet de lotissement au nord du site, ont lieu en 2021.

## Le site antique
Allongé du nord-ouest au sud-est, le site archéologique de Mauves-sur-Loire correspond à celui d'une agglomération antique d'une superficie estimée à 35 ha où, en 1973, quatorze bâtiments sont recensés. Plusieurs équipements publics y sont identifiés : un sanctuaire peut-être dédié à Mars Mullo, des thermes et un édifice de spectacles de type théâtre gallo-romain. Un petit fanum est localisé au nord de l'emprise.
Le théâtre occupe le point le plus haut du site, thermes et sanctuaire étant proches du bord du coteau. Une voie semblant longer la crête du coteau relie les thermes et le sanctuaire et dessert à mi-chemin une domus. Une autre voie, perpendiculaire à la précédente, part du sanctuaire pour rejoindre le théâtre.

### Sanctuaire de Vieille-Cour
Au sud-est du site archéologique, un sanctuaire prend la place d'une occupation du Hallstatt ou de La Tène qui ne peut être caractérisée. Entre le courant du Ier siècle et la seconde moitié du IIe siècle ce sanctuaire connaît trois états successifs se caractérisant par une monumentalisation accrue, pour aboutir à un temple romain classique. Ce temple est accompagné, au sud, d'un édifice à galeries dont le rôle n'est pas défini mais qui pourrait être un espace d'accueil pour les pèlerins. Dans la seconde moitié du IVe siècle le temple, qui est peut-être déjà affecté à d'autres utilisations, semble victime d'un incendie.

### Édifice de spectacles
Un théâtre occupe le point culminant du site antique, au nord de son emprise. Doté d'une cavea qui outrepasse le demi-cercle et dont le diamètre maximal est supérieur à 61 m, il est tourné vers l'est. Seul le dispositif qui délimite la cavea (un couloir entre deux murs annulaires) et le mur qui barre la scène sont connus par des fouilles de 1876. Son histoire n'est pas connue mais son style architectural suggère une construction du Ier siècle.

### Thermes

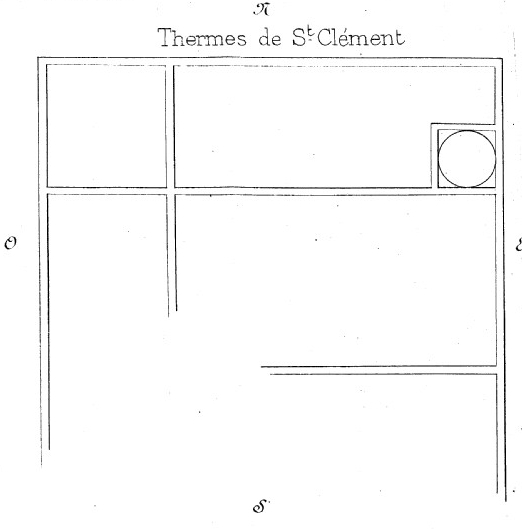
Plan des thermes.

Le complexe thermal, sur le plateau Saint-Clément, se trouve dans la partie sud-ouest du site antique. Il est partiellement fouillé en 1886 mais Léon Maître n'est alors pas certain qu'il s'agisse de thermes ; son existence est toutefois confirmée en 1966 sans que son architecture et la distribution des salles puisse être précisée ni que les dernières trouvailles puissent être intégrées au plan partiel de 1886.
Quelques murs sont connus, ainsi que plusieurs structures assimilées à des bassins dont celui d'un frigidarium et des vestiges de sols dont le carrelage recouvre une couche de cailloux. Au XIXe siècle de nombreux débris de tegulae étaient visibles à la surface du sol. Les structures identifiées permettent d'attribuer aux thermes de Mauves des dimensions d'au moins 44 × 46 m pour une superficie supérieure ou égale à 2 000 m2, ce qui leur confère probablement le statut d'édifice public.

### Autres aménagements
- Ier siècle
- IIe siècle

Plan de la domus.

Une domus est identifiée dans les années 1970 entre le sanctuaire et les thermes. L'affectation de certaines pièces est clairement attestée : une cuisine et son fourneau, une pièce chauffée par hypocauste, un cellier, une galerie à colonnades en façade. Si son premier état date de l'époque d'Auguste ou de Tibère, elle s'agrandit progressivement jusqu'à la fin du Ier ou au début du IIe siècle. Elle semble abandonnée entre la fin du IIe et le milieu du IIIe siècle.
À l'extrême nord du site, deux forges sont identifiées, dont l'une est abritée par une structure sur poteaux. Dans le même secteur, une voie antique se superpose presque exactement à une voie protohistorique, montrant que l'occupation humaine n'a pas cessé dans cette période.
Un petit fanum est identifié à une centaine de mètres à l'ouest de cette voie, toujours au nord du site. Remanié à au moins une reprise, son orientation est calée sur celle de la voie et quatre fossés qui l'encadrent semblent dessiner un péribole ouvert au nord-est.